# 细同盘吸虫
细同盘吸虫（学名：Paramphistomum gracile）为同盘科同盘属的动物。分布于斯里兰卡、日本以及中国大陆的福建等地，营寄生生活，终末宿主黄牛、水牛、蓝牛以及寄生于瘤胃。